# Història de Myanmar
La història de Myanmar és una de les més antigues d'Àsia.

## Prehistòria
Myanmar, o Birmània, està habitada des de l'any 11000 aC aproximadament, quan es van fer diversos assentaments a la zona central del país. Amb la revolució neolítica els seus pobladors van conrear arròs i treballaven els metalls. Hi ha proves de comerç amb la Xina i l'Índia, de la qual van importar el costum d'enterrar els infants en gerres.

## Els Mon i els Pyu
La primera civilització important fou la dels mon entre els segles iii dC-XI dC. Aquesta cultura va arribar a Myanmar al segle I aC i amb el temps rebria influències budistes de monjos arribats a les seves terres (tot i que no hi ha evidència real d'això, ja que les guerres van fer que es perdessin molts objectes mon). Amb el temps s'unirien a persones de territoris hindús i s'hi crearia una cultura híbrida.
D'altra banda hi havia els pyu, que van formar ciutats regne a Binnaka, Mongam, Sri Ksetra, Peikthanomyo, i a Halingyi. Per aquella època Myanmar no era més que un territori de comerç entre les zones xineses i hindús i de tota manera els pyu mai van arribar a formar un regne unificat, encara que la ciutat de Sri Ksetra va cobrar molta importància i en va esdevenir la ciutat principal de la cultura. Quan els pyu d'aquesta ciutat regne va traslladar la capital del seu domini més al nord, a una altra ciutat pyu, aquesta va ser atacada per un altre regne no pyu, Nanzhao. Això es considera el final de la cultura pyu.

## El Regne de Bagan
El buit deixat per aquests el van omplir l'any 849 dC els habitants que van arribar a aquelles terres i van crear un regne amb seu a Pagan, ara anomenada Bagan. Aquest regne atacaria sota el comandament del seu líder Anawrahta la ciutat mon de Thaton el 1057. D'aquesta manera el que en l'actualitat és el territori de Myanmar va quedar unificat en aquell moment pel Regne de Bagan. Tanmateix, el 1277 l'últim veritable governant del regne, Narathihapate, es va sentir prou poderós per atacar els mongols. En la batalla de Ngasaunggyan els mongols van ser atacats per Pagan però van vèncer i el Regne de Pagan es va col·lapsar davant la mort del rei a les mans del seu fill i davant de la invasió mongol que, en la batalla de Pagan del 1287, van conquerir el regne i van imposar-hi un governador.

## Divisió, els avals i els Pegu
El que va ser el Regne de Pagan va quedar dividit al cap d'uns anys. La dinastia Ava es va establir a la ciutat d'Ava el 1364 i ressuscitaria part de la cultura de Pagan, amb la qual estaven agermanats. Durant la seva existència sempre va tenir frecs amb dinasties d'altres terres com la ming o amb caps tai. El 1527 els shan, també d'altres terres, van destruir la dinastia Ava, tot i que els seus dominis tenien fronteres fàcils de defensar.
D'altra banda, els romanents mon es van establir primer a Martaban i després a Pegu. Durant el govern del rei Rajadhirat (1383-1421) els Pegu es van veure en contínua lluita amb els avals. La reina pegu Banya Thau (1453-1472) va ser una altra cèlebre governant que va sumir el seu poble en un estat de pau. Va designar successor el monjo budista Dhammazedi (1472-1492), que va convertir el seu poble en centre del budisme theravada. Per desgràcia, el govern d'aquest monjo va ser l'últim dels pegu.

## Unió sota la dinastia Toungoo i la Konbaung
Poc abans de la desaparició de la dinastia Ava va sorgir el rei Mingyinyo, que va fundar la dinastia Toungoo (1486-1599) a Toungoo. Amb la desaparició d'Ava molts dels seus habitants van migrar a Toungoo i convertiren aquesta dinastia en la successora de la desapareguda Ava.
El seu hereu, Tabinshwehti (1530-1550), va veure com Ayutthaya es convertia en un important regne de la zona que després seria Siam, i com tot Àsia canviava de manera radical políticament parlant. Els europeus hi havien arribat i havien convertit la zona en una viva regió comercial.
Tabinshwehti va reunificar el que després seria Myanmar, i el seu cunyat Bayinnaung (1551-1581) realitzaria grans conquestes, inclosa tota Ayutthaya, però les rebel·lions i les incursions portugueses farien que la dinastia, ara a Pegu, s'allunyés al nord i fundés una segona dinastia Ava o dinastia restaurada Toungoo (1597-1752); el màxim artífex va ser el reunificador net de Bayinnaung, Regne de Taungoo, el 1613. Aquest infligiria una seriosa derrota als portuguesos de Filipe de Brito e Nicote, i en frenà l'avanç a Myanmar.
La fi de la dinastia restaurada arribaria el 1752, després d'una progressiva debilitació davant de rebel·lions de Pegu. Seria la dinastia Konbaung, la qual el 1753, composta per birmans (parents dels avals), acabaren expulsant-ne els Pegu, reconqueriren una gran porció de territori, aniquilaren molts mons en el procés i repel·liren la Xina. El 1824 el rei Bagyidaw va conquerir Assam i això el va posar davant d'interessos hindús i britànics.

## Guerra contra els britànics
L'imparable avanç de Bagyidaw i les constantment canviants fronteres i fins i els tot atacs als britànics va fer que aquests s'unissin als siamesos i comencés la Primera Guerra anglobirmana el 1824. El 1826 la guerra va acabar i els birmans van perdre molt de territori després dels tractats de Yandaboo i la seva derrota.
El 1852 el comodor Lambert va ser enviat a territori birmà i després d'una acció marítima contra els birmans va esclatar la Segona Guerra anglobirmana. La guerra provocaria la pèrdua de més territoris, una revolta que acabaria amb el rei de Pagan Min sent reemplaçat pel seu mig germà Mindon Min (1853-1878), que va intentar modernitzar el seu regne i va impulsar-ne l'economia, i va traslladar la capital a Mandalay.
Però per als britànics no va ser suficient; deien que el fill del rei, Thibaw Min, era un tirà simpatitzant dels francesos i declararen una Tercera Guerra anglobirmana el 1885. Tota Birmània va ser capturada per l'Imperi Britànic i incorporada com a província al Raj Britànic amb Edward Bosc Sladen com a cap del Consell Nacional (Hlutdaw) entre el 29 de novembre de 1885 i l'1 de gener de 1886.

## Colònia britànica
L'Imperi britànic va establir-hi un protectorat colonial l'1 de gener de l'any 1886 amb capital a Yangon i Birmània es va convertir en província de l'Índia. La resistència va continuar al nord del país fins al 1890 i va acabar amb la destrucció de pobles, i van designar nous caps militars. El canal de Suez va ser obert per aquesta època i l'economia birmana i la demanda d'arròs va créixer, així com els impostos a terratinents del Virregnat Indi.
Amb el temps els birmans no se'n van veure beneficiats, excepte alguns d'ells, els quals van poder anar a estudiar a Londres. En tornar van exigir més independència de l'Índia i des del 1920 el progrés i la reforma, amb poders limitats, van anar sorgint, així com major representació birmana en la política. Però per a alguns el progrés era lent i es van alçar protestes contra molts impostos aquest any. El 30 de desembre del 1930 el monjo birmà Saya San va començar una protesta regional i aquesta va acabar en una insurrecció de dos anys.
Per frenar la insurgència els britànics van recórrer a la força militar amb tot el seu potencial i van fer promeses de reformes. Sant va ser jutjat i executat. La seva mort faria sorgir una nova generació política i els estudiants van ser protagonistes del descontentament amb una revolta el 1936, el moviment Thankin va separar Birmània de l'Índia i va prometre una nova Constitució i eleccions a una assemblea. A molts això els va semblar un moviment massa pensat per mantenir els birmans lligats i altres ho van acceptar. Ba Maw o U Saw van ser els dos primers ministres.

### Comissionats de la Baixa Birmània
- 1862 - 1867 Arthur Purves Phayre
- 1867 - 1870 Albert Fytche
- 1870 – 1870 Richard Drapes Ardagh (interí)
- 1870 - 1871 Albert Fytche (segona vegada)
- 1871 - 1875 Ashley Eden
- 1875 - 1878 Augustus Rivers Thompson (interí fins 30 d'abril de 1877)
- 1878 - 1880 Charles Umpherton Aitchinson
- 1880 - 1882 Charles Edward Bernard (interi fins 1882 però finalment designat)
- 1882 – 1886 Sir Charles Haukes Todd Crosthwaite (interí 28 de febrer de 1884)
- 1886 - 1887 Charles Edward Bernard (segona vegada)
- 1887 - 1889 Sir Charles Haukes Todd Crosthwaite (segona vegada)
- 1889 Antony Patrick MacDonnell (interí)
- 1889 – 1890 Sir Charles Haukes Todd Crosthwaite (tercera vegada)
- 1890 - 1892 Alexander Mackenzie
- 1892 Donald Mackenzie Smeaton (interí)
- 1892 – 1894 Frederick William Richard Fryer (interí)
- 1894 – 1895 Alexander Mackenzie (segona vegada)
- 1895 – 1896 Frederick William Richard Fryer (segona vegada)
- 1896 Donald Mackenzie Smeaton (segona vegada, interí)
- 1896 - 1897 Frederick William Richard Fryer (tercera vegada)

### Tinents governadors de Birmània
- 1897 - 1903 Frederick William Richard Fryer
- 1903 - 1905 Sir Hugh Shakespear Barnes
- 1905 - 1910 Sir Herbert Thirkell White
- 1910 - 1913 Sir Harvey Adamson
- 1913 Sir George W. Shaw (interí)
- 1913 - 1915 Sir Harvey Adamson (segona vegada)
- 1915 - 1917 Sir Spencer Harcourt Butler
- 1917 - 1918 Walter Francis Rice (interí)
- 1918 - 1922 Sir Reginald Henry Craddock
- 1922 - 1923 Sir Spencer Harcourt Butler (segona vegada)

### Governadors
- 1923 - 1927 Sir Spencer Harcourt Butler
- 1927 - 1932 Sir Charles Alexander Innes
- 1930 - 1931 Saya San (Ya Gyaw), autoproclamat rei (rebel)
- 1932 - 1936 Sir Hugh Landsdowne Stephenson
- 1936 - 1941 Sir Archibald Douglas Cochrane
- 1941 - 1946 Sir Reginald Hugh Dorman-Smith (entre maig de 1942 i octubre de 1945 a l'exili a Simla, Índia)

## Segona Guerra mundial
Durant la Segona Guerra Mundial alguns birmans volien treure profit de la guerra participant-hi i altres no volien veure-s'hi embolicats, com gent que havia participat en el Moviment Thankin. Davant la perspectiva d'una possible ocupació japonesa de Birmània, Aung San, antic membre del Moviment Thankin, va crear l'Exèrcit Independent Birmà.
Els japonesos van envair Birmània el 1942 i van fer acords amb Aung San i amb el seu exèrcit birmà, que va créixer espectacularment i va canviar diverses vegades de nom per interessos japonesos, que a més va ensinistrar moltes unitats seves. Els japonesos van ordenar a Ba Maw formar govern per declarar independent Birmània. Tot era il·lusió, i Aung San cercà ajuda comunista. Aung San va mobilitzar el seu exèrcit i en contacte amb els aliats de la Segona Guerra mundial mitjançant els britànics, va propiciar la revolta del març del 1945 contra els japonesos.

### Comandants militars japonesos
- 1942 - 1943 Iida Shōjirō
- 1943 - 1944 Masakazu Kawabe
- 1944 - 1945 Heitarō Kimura

### Cap de l'adfministració birmana
- 1942 - 1943 Ba Maw

### Cap de l'estat birmà (Adipati)
- 1943 - 1945 Ba Maw

### Governadors militars britànics
- 1944 - 1945 Louis Francis Mountbatten
- 1945 - 1946 Sir Hubert Elvin Rance

### Governador britànic
- 1946 - 1948 Sir Hubert Elvin Rance

## Independència i república socialista
La Gran Bretanya va tornar a prendre el control de Birmània l'any 1945 i, després d'unes negociacions que es van perllongar fins al gener del 1947, van treballar per atorgar la independència a l'estat, mentre Aung San era assassinat per soldats d'U Saw i el moviment comunista creixia. El 4 de gener del 1948, el Regne Unit va reconèixer la independència encapçalada pel líder independentista U Nu, mentre algunes potències estrangeres ajudaven a reconstruir el país de la guerra.
El 1949 es va produir una revolta comunista dominada pel govern d'U Nu. Aquest guanyaria les eleccions del 1960 per àmplia majoria en un moment d'inestabilitat interna. El 1962 es va imposar un règim militar encapçalat pel general Ne Win, que va enderrocar a U Nu.
Després d'aprovar-se una nova Constitució, que va definir l'estat com a "república socialista" (gener del 1974), al març del 1974 Ne Win va ser triat president mentre creava un sistema unipartidista, s'allunyava de l'exèrcit, aïllava l'estat, nacionalitzava la indústria i unia el poder legislatiu, judicial i executiu en el Consell Revolucionari. Reelegit al març del 1978, va dimitir al juny del 1981 (el va succeir el general San Yun), però va seguir al capdavant del partit únic del país i d'aquest fins al 1988.
Per aquesta època la idea socialista birmana es va dissipar i l'economia creixia lleugerament amb ajuda estrangera. Però es preparava una revolució. El 8 d'agost del 1988 va esclatar una rebel·lió per demanar democràcia, coneguda com a Aixecament 8888. Es va produir un bany de sang i hi van morir milers de persones, majoritàriament monjos, civils i estudiants. El general Saw Maung es va alçar en el poder, va declarar la llei marcial i va crear el Consell per a la Restauració de la Llei i l'Ordre de l'Estat. Encara van morir més persones i es va crear un estat militar que eliminà la revolució del 18 de setembre.

## Estat militar
El 1989 el govern militar, fruit d'un cop d'estat l'any 1988, va canviar el nom de l'estat pel d'"Unió de Myanmar". Aquest canvi va ser rebutjat pels opositors de l'actual govern, tant dins com fora del país, que afirmen que el govern no tenia l'autoritat per realitzar aquest canvi. El títol d'Unió de Myanmar és reconegut per les Nacions Unides i per la Unió Europea, però rebutjat per alguns governs de la resta del món.
El 1990 es van dur a terme eleccions lliures per primera vegada en gairebé 30 anys, però l'àmplia victòria de la Lliga Nacional per a la Democràcia (NLD), el partit d'Aung San Suu Kyi (filla de l'activista assassinat Aung San i símbol de la Revolució) va ser anul·lada pels militars, els quals van refusar abandonar el poder.
Aung San Suu Kyi va patir arrest domiciliari i va ser premi Nobel de la Pau del 1991, es convertí en icona de la democràcia, la pau mundial i la llibertat. U Thant, birmà, que va ocupar el càrrec de secretari general de les Nacions Unides durant dos períodes, és després dels dos San la figura més prestigiosa de Myanmar. Myanmar va patir també el terratrèmol de l'oceà Índic de 2004.
En l'actualitat el govern ha tingut nombrosos enfrontaments amb tribus birmanes dins del país, i els habitants birmans encara viuen en la pobresa. Segons l'opinió pública d'Occident, recolzada per la propaganda dels mitjans de comunicació, és un dels règims més brutals del món i les seves violacions als drets humans són conegudes. No obstant això, el govern militar va ser el primer govern de Birmània que ha pres mesures contra les epidèmies i l'analfabetisme entre els menors (als monjos budistes, se'ls va imposar com a obligació davant la societat el deure d'ensenyar als nens). Els hospitals mòbils van començar a recórrer el país, fins i tot àrees allunyades rústiques, per prestar els serveis mèdics gratuïts als pobres i per vacunar els nens contra les malalties. El govern militar va començar una campanya àmplia de restauració de monuments de cultura, de què no s'havia ocupat el govern anterior, ni, evidentment, els colonitzadors. La prohibició total de la prostitució i la pena capital per la venda de drogues va salvar l'estat de la proliferació de la sida, que diferencia la Birmània d'avui d'altres estats de la regió com, per exemple, Tailàndia, on la indústria del sexe floreix. S'hi promociona el turisme, però l'opressió del règim i les restriccions d'Occident no permeten elevar el nivell d'ingressos del turisme. Actualment a Birmània es desenvolupa un programa de preparació d'especialistes en àrees de medicina, ciències militars, informàtica i alta tecnologia. Per absència de centres educatius de nivell corresponent a les demandes de l'economia, els grups d'estudiants es graduen a Europa i Rússia.